# Iszak Sándor
Iszak Sándor (1944. október 11. –) labdarúgó, csatár, edző.

## Pályafutása
10 évesen a Haladás csapatában kezdte a labdarúgást. Ifjúsági és utánpótlás válogatott volt. Az élvonalban 1962. augusztus 5-én mutatkozott be a Győri Vasas ETO ellen, ahol csapata 2–1-es vereséget szenvedett. 1972-ig 166 élvonalbeli mérkőzésen lépett pályára és 51 gólt szerzett. Többször tagja volt a B-válogatottnak. Az aktív labdarúgás befejezése után a Haladás ifjúsági csapatánál dolgozott és országos bajnokságot nyert az együttessel. 1981-ben a Szombathelyi Építők edzője lett. 1983-ban ismét az Építők edzője lett. 1984 nyarán a Haladás ifi korosztályának edzőjének nevezték ki. Később a tartalék csapatot irányította. 1995-ben a Sárvár edzője lett.